# Microtus gregalis
Microtus gregalis es una especie de roedor de la familia Cricetidae.

## Distribución geográfica
Se encuentra en la  China, Mongolia y Rusia. 